# Diálogos de la paz
Diálogos de la paz és una pel·lícula dramàtica espanyola del 1965 dirigida per Jordi Feliu i Nicolau, coautor del guió amb Josep Maria Font i Espina, i protagonitzada per Núria Torray.

## Sinopsi
Amparo és la vídua d'un soldat de l'Exèrcit Popular de la República que un cop acabada la guerra civil espanyola intenta marxar d'Espanya amb el seu fill de pocs mesos. Julio és un antic amic d'ella i del seu marit que ha lluitat en el bàndol franquista. Julio té sentiments amorosos per Amparo i s'hi acosta, però les seves relacions estan marcades pels moments més intensos que Amparo va viure amb el seu marit: la nit de noces, el naixement del seu fill, el darrer comiat.

## Repartiment
- Núria Torray... Amparo
- Ángel Aranda... Julio
- Maruchi Fresno... Dona histèrica
- Francisco Pierrá... Antonio
- Manuel Gil ...	Juan
- Antonio Jiménez Escribano ...	Patricio
- Ana de Leyva	...	Marquesa
- Manuel Manzaneque	...	Sacerdot jove
- Carlos Muñoz	...	Mutilat

## Nominacions i premis
Va participar al Festival Internacional de Cinema de Mar del Plata de 1965, on fou nominada a la millor pel·lícula i va rebre el premi OCIC, mentre Núria Torray va rebre el premi a la millor actriu I als Premis del Sindicat Nacional de l'Espectacle de 1965 Núria Torray va rebre el premi a la millor actriu.